# アンギストリ島
アンギストリ島（アンギストリとう、ギリシア語: αγκίστρι、英: Angistri）は、ギリシャのサロニコス湾に浮かぶ小さな島。諸島県に属す。アギストリ島（Agistri）、アンキストリ島（Ankistri）、アグキストリ島（Agkistri）とも呼ばれる。ピレウス港と向かい合う数キロの土地のみ松林で覆われている。

## コミュニティ
島内にはミロス（Milos、メガロイオリとも）、スカーラ（Skala）、リメナリア（Limenaria）の3つの村落がある。ミロス（人口461人）はその中心村落で、島民のおよそ半数が住む。ミロスから海沿いの道を20分ほど歩いたところにあるスカーラ（354人）には多くの観光施設やホテルがある。リメナリア（105人）は島の反対側に位置するとても小さな村で、観光客もまばら。2001年の国勢調査では島の人口は920人で、面積は13.367 km2である。

## 交通
同じサロニコス湾のアイギナ島と比べ、アンギストリ島は非常に閉ざされている。島へはアイギナ島から「アンギストリ・エクスプレス」や小規模な水上タクシーなどで10分ほどで着く。ピレウスからは1時間ほどかかる。

## ギャラリー

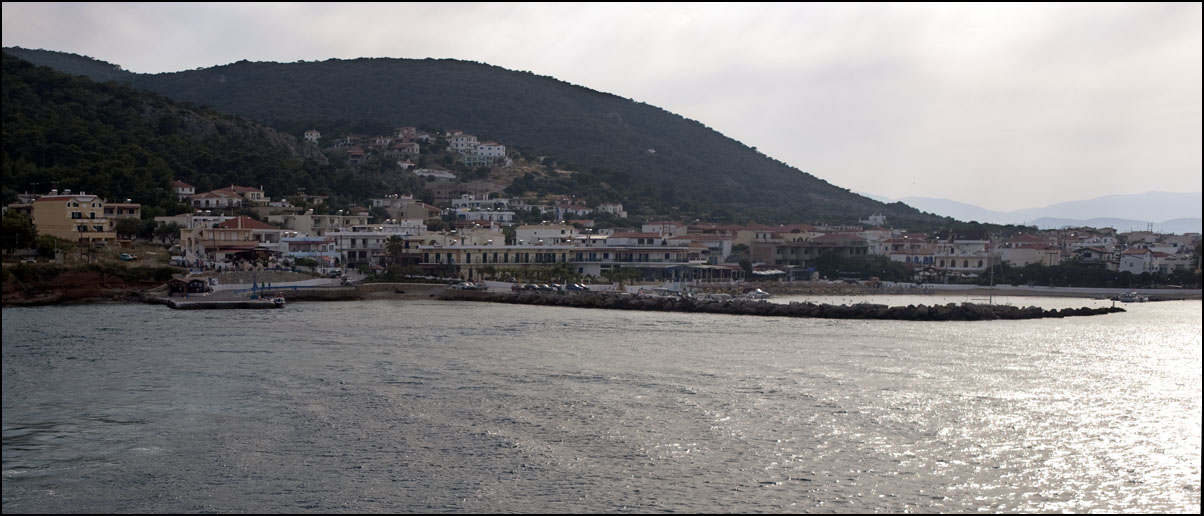
スカーラ
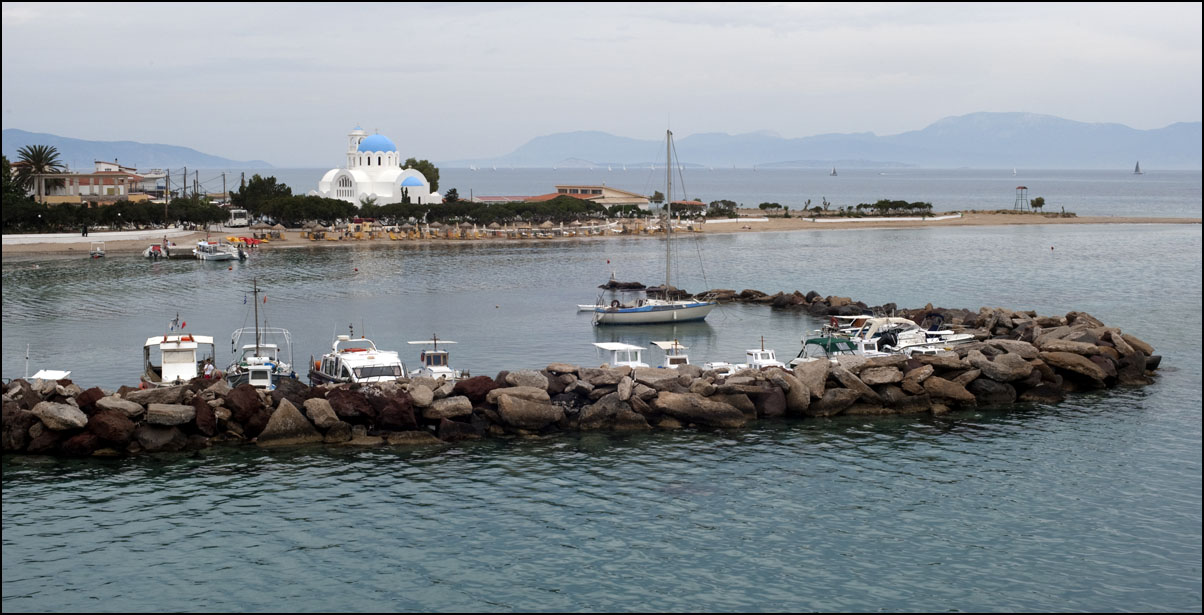
スカーラ港
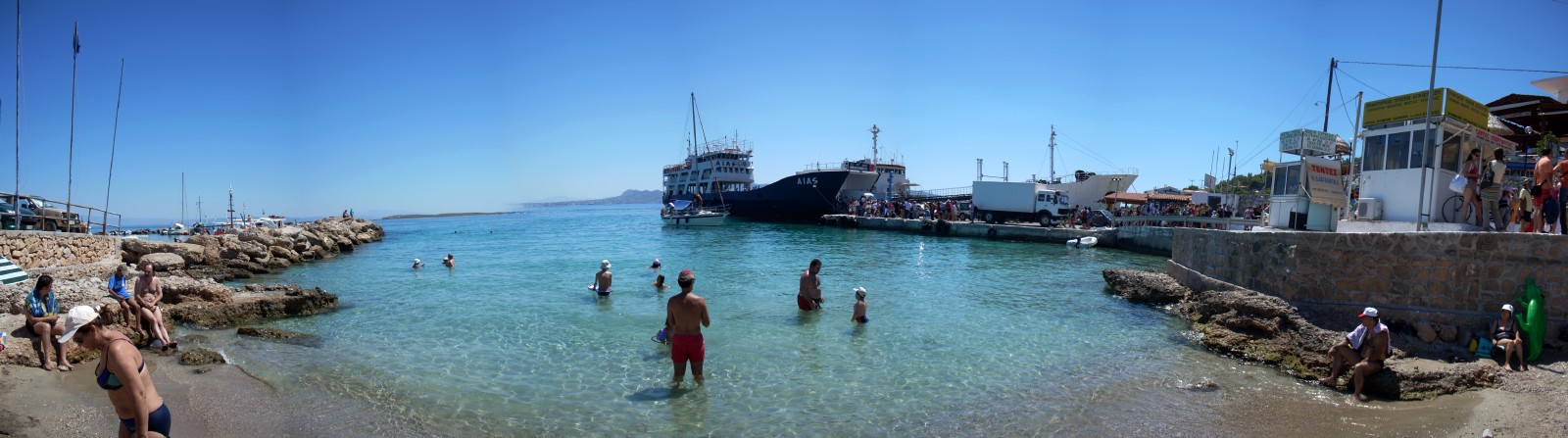
スカーラの浜辺のパノラマ
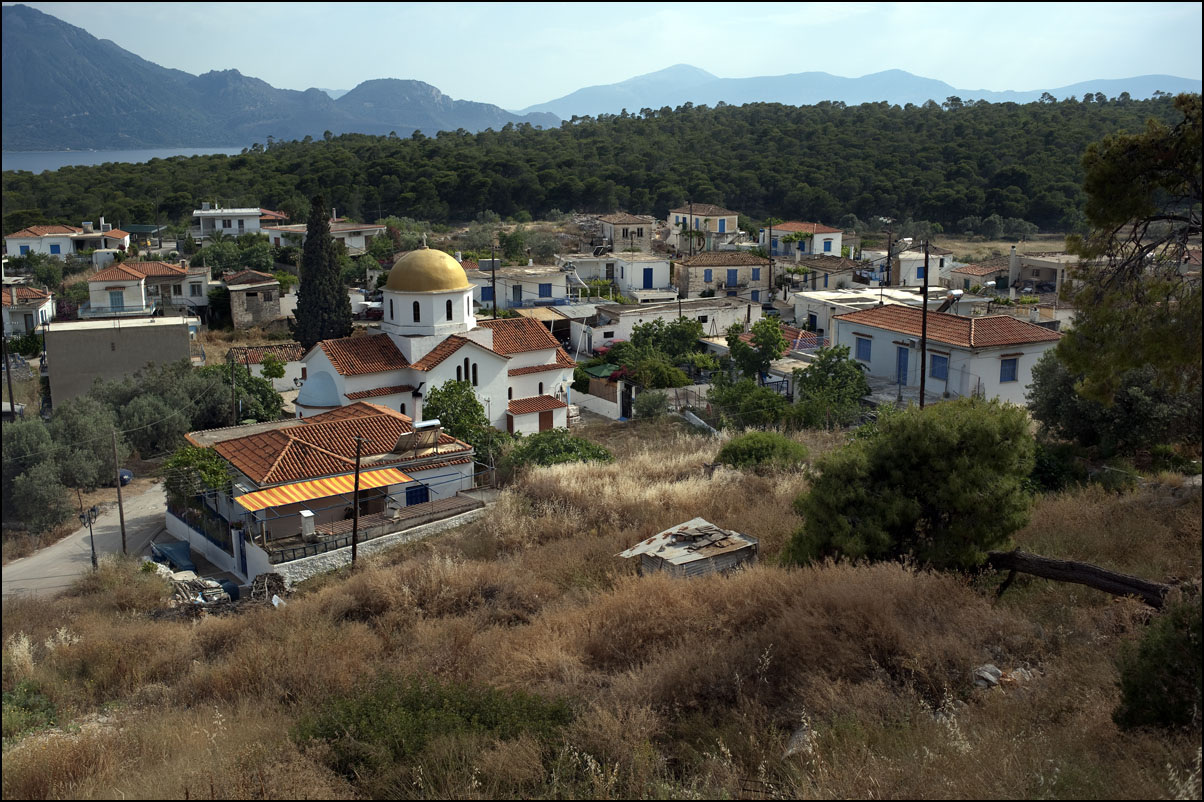
リメナリア村